# Traité de Nymphaeon (1214)
Pour les articles homonymes, voir Traité de Nymphaeon.

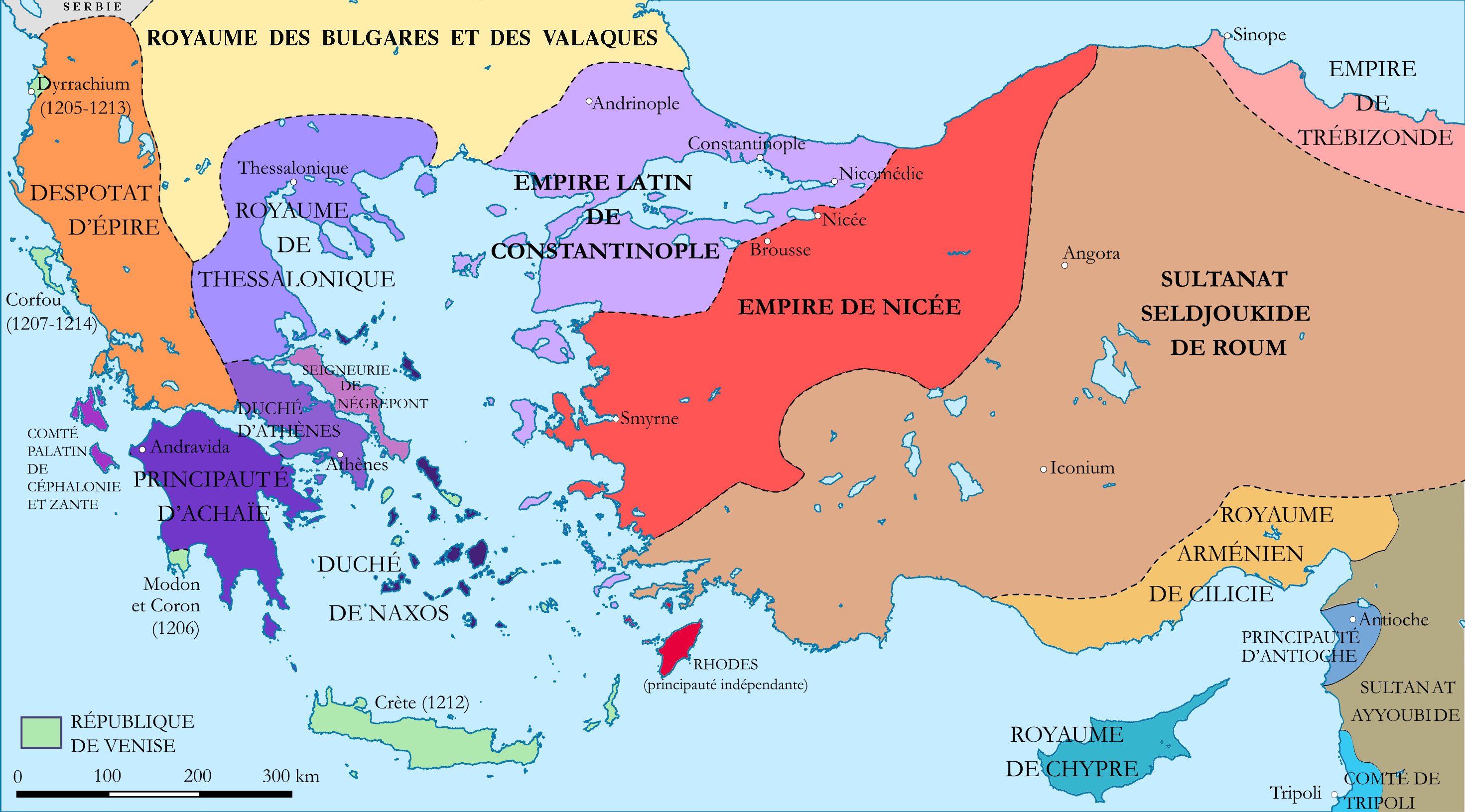
L’Empire latin et les États successeurs de l’Empire byzantin. La frontière asiatique est celle établie par le Traité de Nymphaeon.

Le traité de Nymphaeon (Συνθήκη του Νυμφαίου en grec ; Nymphaeon est aussi appelée Nymphée en français, aujourd’hui Kemalpaşa en Turquie) est un traité de paix signé en décembre 1214 entre l’empire de Nicée, un des États successeurs de l’Empire byzantin, et l’Empire latin créé par les croisés après la quatrième croisade et leur conquête de Constantinople (1204).

## Contexte historique
À la suite de la chute de Constantinople en 1204, le territoire impérial fut partagé entre le nouvel empereur latin, Baudouin IX de Flandre, lequel reçut le quart du territoire, et les Vénitiens et croisés qui se répartirent les trois autres quarts. Le territoire dévolu à l’empereur était composé des cinq huitièmes de la ville de Constantinople, de la Thrace et de la partie nord-ouest de l’Asie mineure, de même que diverses iles de la mer Égée ; son territoire s’étendait ainsi de part et d’autre du Bosphore et de l’Hellespont,.

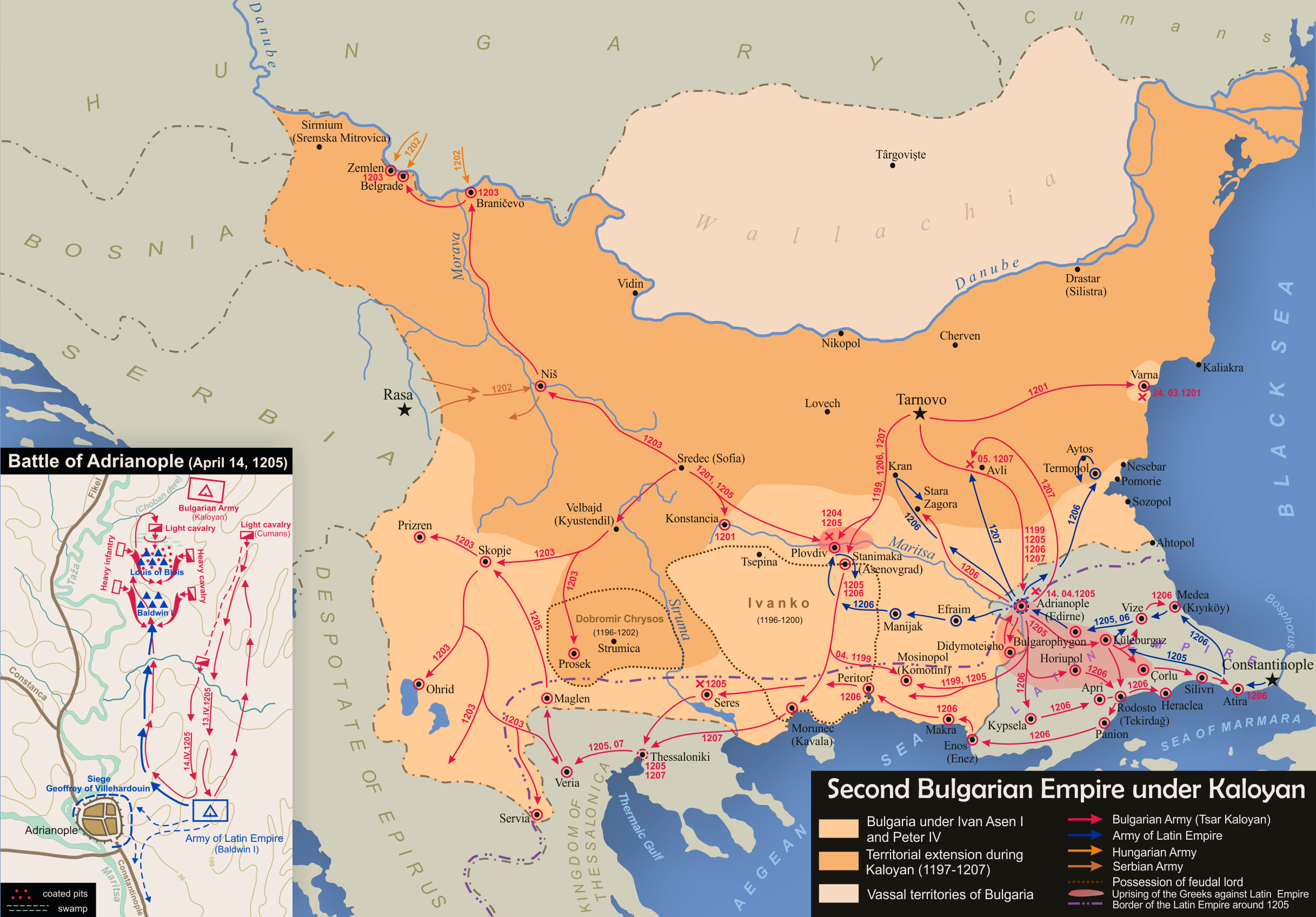
L’expansion territoriale de la Bulgarie de Ioan Asen à Jean Kaloyan.

Cette répartition théorique ne signifiait cependant nullement possession effective de ces territoires où régnaient encore des empereurs déposés comme Alexis III à Mosynopolis (Thrace occidentale) et Alexis V en Thrace orientale, ou divers gouverneurs comme Alexis Comnène à Trébizonde, Léon Sgouros dans la région de Nauplie, Léon Gabalas à Rhodes, Sabas Asidenus à Priène, etc.. De fait, Baudouin dut presque immédiatement réprimer une révolte en Thrace où le mépris affiché par les Latins à l’endroit de leurs nouveaux sujets avait poussé ceux-ci à appeler le souverain bulgare, Jean Kaloyan (r. 1197 – 1207), à leur aide. À la fin de la même année, le frère de Baudouin, Henri de Flandre, entreprit la conquête de l’Asie mineure ayant comme but la ville de Nicée attribuée par le traité au comte Louis de Blois. Avec des forces inférieures en nombre, Théodore Laskaris, gendre et héritier présomptif d’Alexis III installé depuis la déposition de son beau-père d’abord à Brousse, puis à Nicée, dut affronter les forces latines et fut défait lors de la première bataille de Poimanéon à la suite de quoi la plupart des villes de Bithynie tombèrent aux mains des Latins,.
Le 14 avril 1205, Baudouin fut fait prisonnier par Kaloyan lors de la bataille d’Andrinople  (aujourd’hui Edirne en Turquie), alors que Louis de Blois, duc titulaire de Nicée, fut tué ; Baudouin devait périr mystérieusement peu après en prison,. Les Latins qui avaient besoin de toutes leurs forces pour combattre les Bulgares quittèrent l’Asie mineure, ne gardant que la ville de Pégai (aujourd’hui Biga en Turquie). Théodore Laskaris, devenu l’allié du nouveau sultan seldjoukide Kay Khusraw Ier, mit à profit ce répit pour imposer son pouvoir à divers seigneurs en passe de créer des mini-États dans la région comme Théodore Mangaphas à Philadelphie, Manuel Maurozomis dans la vallée du Méandre, Sabas Asidénos à Sampson près de Milet. Par ailleurs, les frères David et Alexis Comnène avaient établi un nouvel empire à Trébizonde, lequel cherchait à étendre ses frontières vers l’ouest à travers la Paphlagonie,,.
Les ravages causés par les Bulgares en Thrace produisirent un changement d’attitude des populations grecques de la région ; Henri de Hainaut, frère de Baudouin, nommé régent de l’Empire après la capture de l’empereur, put ainsi facilement reconquérir Andrinople, repousser les Bulgares et tourner son attention vers l’empire de Nicée où Théodore, couronné entre-temps empereur en 1208 par le nouveau patriarche Michel IV Autoreianos, avait réussi à mettre un terme à une invasion seldjoukide en 1211, tuant le sultan en combat singulier. Craignant que Théodore ne se tournât contre Constantinople, Henri envahit l’empire de Nicée en 1211 et remporta une importante victoire contre Théodore le 15 octobre 2011 sur les bords de la rivière Rhyndakos (aujourd’hui Mustafakemalpaşa Çayı) à la suite de quoi il poursuivit son avance vers Pergame et Nymphaeon. Les Latins prenaient le contrôle de la côte nord-ouest de l’Asie Mineure depuis Nicomédie jusqu’à Adramyttion, coupant ainsi les communications entre Nicée et Smyrne,,. Toutefois, la guerre de guérilla menée par Théodore ne permit pas à Henri de continuer son avance. Les deux parties étant épuisées par leurs guerres respectives, un traité fut signé à Nymphaeon.

## Le traité et ses conséquences

L’empire de Trébizonde peu après la fondation de l’Empire latin en 1204. Elle inclut les brèves conquêtes de David Comnène en Anatolie occidentale, rapidement conquises par l’empire de Nicée.

Par ce traité, les deux Empires reconnaissaient leur existence mutuelle, aucun des deux n’étant suffisamment fort pour détruire l’autre. De plus, il fixait les frontières entre eux : les Latins gardaient l’angle nord-ouest de l’Asie Mineure jusqu’à Adramyttion au sud, alors que l’empire de Nicée conservait le reste du pays jusqu’à la frontière seldjoukide. En 1219, Théodore Laskaris scella ce traité en épousant en troisièmes noces Marie, fille de Yolande, une nièce des deux premiers empereurs latins,. Les deux Empires étaient ainsi pratiquement de force égale, état qui devait bientôt être modifié en faveur de l’empire de Nicée.
La rupture de l’alliance entre l’Empire latin et l’empire de Trébizonde constitue également une conséquence importante du traité. En 1205 ou 1206, David Comnène avait fait alliance avec Henri de Hainaut, priant celui-ci de considérer son Empire comme « partie des territoires latins ». Après quoi, David franchit le fleuve Sangarios avec quelque 300 soldats latins, et ravagea les villages avoisinants. Satisfait, il arrêta son avance, mais les soldats francs continuèrent jusqu’à ce qu’Andronic Gidos, général de Laskaris, les mette en déroute dans les cols de montagnes près de Nicomédie. Deux ans plus tard, Théodore devait reprendre l’offensive contre David Comnène, lequel convainquit Henri de venir à son aide et d’occuper Nicomédie, causant de sérieuses pertes à Théodore lorsqu’il dut retraverser le fleuve Sangarios alors en crue. Les rigueurs de l’hiver en Bithynie empêchèrent cependant Henri de poursuivre son avantage. En dépit de cet échec, Théodore continua ses efforts en Paphlagonie et, après s’être allié avec le nouveau sultan seldjoukide, Kay Kâwus Ier, reprit Héraclée du Pont et Amastris,. La disparition de David Comnène, vers 1212 ou 1214, permit à Théodore de reprendre les territoires situés à l’ouest de Sinope, gagnant ainsi un accès à la mer Noire. L’empire de Trébizonde n’était plus qu’une mince bande de terre, coupée de l’Asie mineure occidentale par Sinope dorénavant aux mains des Seldjoukides Les prétentions de l’empire de Trébizonde comme État successeur de l’Empire byzantin s’évanouissaient.
Une troisième conséquence fut que Théodore, maintenant libéré de la menace que faisaient peser les Latins, put consolider la frontière orientale de son Empire qui demeura stable jusqu’à la fin du siècle.

## La suite des évènements

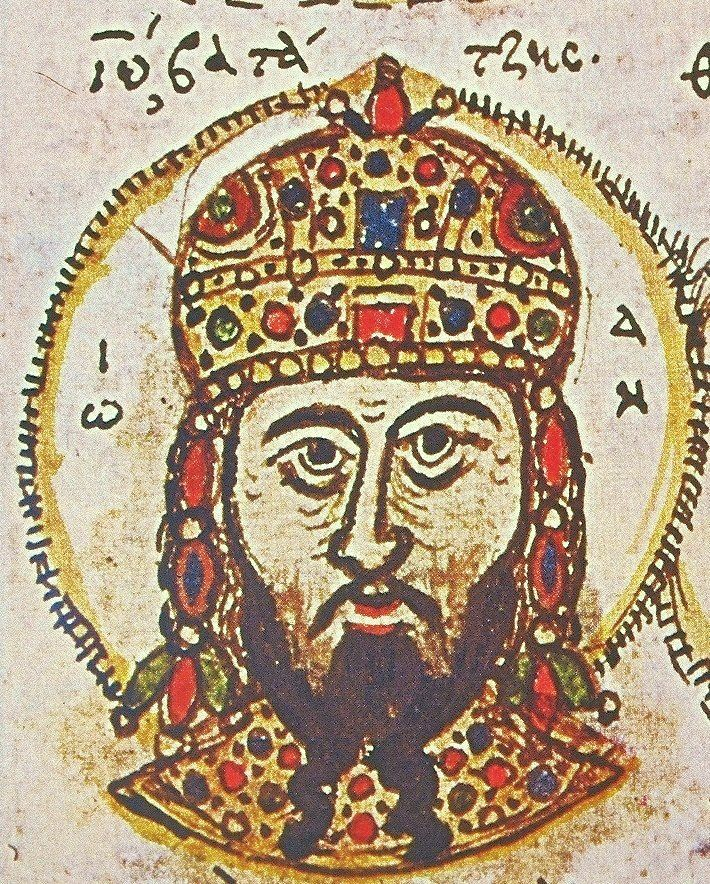
Jean III Doukas Vatatzès d’après un manuscrit du XV.

Théodore Laskaris s’éteignit en novembre 1221. Son successeur fut Jean III Doukas Vatatzès (r. 1221-1254), membre de la noblesse militaire de Thrace, établi à la cour de Théodore après la chute de Constantinople et gendre de Jean III. Cela déclencha une querelle dynastique : Alexis et Isaac Laskaris, frères de Théodore, revendiquèrent le trône, estimant qu’ils avaient davantage de droits à la succession que le mari de la fille de l’empereur défunt. Ils firent alors appel au jeune empereur latin Robert de Courtenay (r. 1219 – 1228), lequel s’empressa de monter une expédition qui fut anéantie par les forces de Jean Vatatzès lors de la bataille de Poimanenon (1224), l’endroit même où vingt-deux ans auparavant son beau-père avait été défait par les Latins. À la suite de cette bataille, les territoires latins en Asie furent réduits à la seule péninsule de Nicomédie (aujourd’hui Izmit en Turquie); Jean III Vatatzès put commencer une politique d’expansion territoriale en Europe, s’emparant successivement d’Andrinople et de plusieurs iles de la mer Égée comme Lesbos, Chios, Samos et Icarie : la voie était ouverte pour la reprise de Constantinople en 1261.

### Note
1. ↑  Les trois autres huitièmes allant à Venise (Ostrogorsky [1983] p. 446)

### Sources primaires
- L’Histoire de Nicétas Choniatès décrit la période des derniers Comnènes et des Anges. Elle s’étend jusqu’à 1206 et fut terminée à Nicée, après la prise de Constantinople.
- Viennent ensuite les Chroniques de Georges Acropolite. Compagnon d’études, puis maitre de Théodore II Laskaris, il fut à la fois un intellectuel et un fonctionnaire de haut rang, ayant exercé la fonction de grand logothète ou premier ministre. Il est l'auteur d'une Chronique (Χρονική συγγραφή), qui est conçue comme la continuation de l'ouvrage de Nicétas Choniatès et raconte l'histoire de l'empire depuis 1203, veille de la prise de Constantinople par les Latins, jusqu'à la reprise de cette ville par Michel Paléologue en 1261.
- Au début du XIVe siècle, Nicéphore Grégoras consacre un grand ouvrage à la période allant de 1204 à 1359. Il traite en particulier de la période de l’empire de Nicée et des premières années qui suivirent la restauration byzantine.
- Théodore II Laskaris a également écrit de nombreuses lettres qui nous renseignent sur son époque.

On pourra consulter à ce sujet :
- Nicetæ Choniatæ Historia, ed. J.P. Migne (Patrologia Graeca vol. 140); reproduit le texte et la traduction antérieurs de Wolf. (PDF).
- Georgii Acropolitae opera recensuit Augustus Heisenberg ; editionem anni MCMIII correctiorem curavit Peter Wirth (t. 1 : Historia, Breviarium historiae, Theodori Scutariotae additamenta ; t. 2 : Scripta minora), Teubner, Stuttgart, 1978.
- George Akropolites. The History, intr. and comm. Ruth Macrides, coll. Oxford Studies on Byzantium. Oxford, Oxford University Press, 2007.

### Sources secondaires
- (en) Bryer, Anthony. "David Komnenos and Saint Eleutherios", Archeion Pontou, 42 (1988-1989). p. 183
- (fr) Bréhier, Louis. Vie et mort de Byzance, Paris, Albin Michel, coll. « L’évolution de l’humanité », 1969 [1946].
- (fr) Ducellier, Alain. Byzance et le monde orthodoxe, Paris, Armand Colin, 1986,  (ISBN 2200371055).
- (en) Kazhdan Alexander (ed), Oxford Dictionary of Byzantium, New York et Oxford, Oxford University Press, 1991, 3 tom.  (ISBN 978-0-19-504652-6).
- (fr) Laiou, Angeliki et Cécile Morrisson, Le Monde byzantin III, L’Empire grec et ses voisins, XIIIe – XVe siècle, Paris, Presses universitaires de France, coll. « L’Histoire et ses problèmes », 2011,  (ISBN 978-2-130-52008-5).
- (fr) Longnon, J. L’empire latin de Constantinople et la principauté de Morée. Paris, 1949.
- (en) Miller, William. Trebizond: The last Greek Empire of the Byzantine Era: 1204-1461. Chicago, Agronaut, 1969 [1926 - (OCLC 567790414).  (ISBN 978-0-824-40112-2).
- (en) Norwich, John Julius. Byzantium, The Decline and Fall, New York, Alfred A. Knopf, 1996 [1995],  (ISBN 0679416501).
- (fr) Ostrogorsky, Georges. Histoire de l’État byzantin, Paris, Payot, 1983  (ISBN 2228070610).
- (en) Rosser, John H. The A to Z of Byzantium, Lanham, Maryland, The Scarecrow Press, coll. « The A to Z Guide Series, No.16 », 2006,  (ISBN 978-0-810-85591-5).
- (en) Shukurov, "The Enigma of David Grand Komnenos", Mesogeios, 12, 2001.
- (en) Treadgold, Warren. A History of the Byzantine State and Society, Stanford, California, Stanford University Press, 1997,  (ISBN 0804726302).